# V liga
Il campionato di V liga rappresenta il sesto livello del campionato polacco di calcio nei soli voivodati di Piccola Polonia e Pomerania Occidentale. Chi viene promosso viene ammesso in IV liga, chi retrocede finisce in Liga okręgowa.